# 통신원
통신원(通信院)은 대한제국 시대에 설치된 중앙 행정 관청이다. 1900년 3월에 농상공부의 한 부서에서 독립하여 설치되었으며, 우편, 전신, 전화, 운송 등의 사무를 담당하였다. 1905년 4월에 한일통신협정 체결의 여파로 1906년 7월에 폐지되었다.

## 연혁
- 1900년 3월 23일, 통신원 설치[2] (농상공부 통신국을 독립 설치)
- 1900년 5월 23일, 통신원 지위 승격[3]
- 1906년 7월 27일, 통신원 폐지[4]

## 청사
통신원 청사는 경복궁 광화문 앞 세종대로의 서편, 현재의 세종문화회관 남쪽 부지에 있었다. 조선시대 공조(工曹) 청사 자리이며, 통신원 본청, 우체총사, 전보총사 등의 건물이 있었다.

## 조직
- 총판관방(總辦官房)
  - 비서과(秘書課)
  - 문서과(文書課)
  - 회계과(會計課)
  - 번역과(飜譯課)
- 서무국(庶務局)[5]
  - 체신과(遞信課)
  - 관선과(官船課)

## 관직
- 총판(總辦) 1명 : 칙임관(勅任官)
- 국장(局長) 1명 : 칙임관(勅任官) 또는 주임관(奏任官)
- 참서관(參書官) 3명, 기사(技師) 1명, 번역관(飜譯官) 1명 : 주임관(奏任官)
- 번역관보(飜譯官補) 1명, 주사(主事) 10명 : 판임관(判任官)

## 같이 보기
- 농상공부
- 전화소